# Рейнская лига
Рейнская лига (Рейнский альянс, Рейнский союз; нем. Rheinischer Bund) — оборонительный союз более чем 50 немецких князей рейнского региона, сформированный 14 августа 1658 года. Главная заслуга в создании альянса принадлежала кардиналу Джулио Мазарини.
Целью альянса было перевести часть немецких княжеств под покровительство Франции и Людовика XIV и ослабить влияние в Германии императора Священной Римской империи (за месяц до образования союза на императорский трон вступил Леопольд I). Лига объявила о союзнических отношениях с Францией, её члены поклялись не допускать на свою территорию враждебных Франции войск, отрезая таким образом Испанские Нидерланды от Австрии. Лига гарантировала шведам неприкосновенность их завоеваний в Германии периода Тридцатилетней войны, были подтверждены положения Вестфальского мира, в том числе и то, благодаря которому стало возможным создание лиги — право немецких князей, вассалов императора, заключать оборонительные союзы друг с другом и с иностранными державами без санкции императора.
Несмотря на откровенно антигабсбургскую направленность альянса, когда в 1663 году император Леопольд призвал европейских монархов на помощь против турецкой агрессии, Рейнская лига вслед за своим союзником, Францией, согласилась отправить 600 пехотинцев и 300 кавалеристов на войну против турок. Рейнские солдаты приняли участие в битве при Сентготтхарде, закончившейся разгромом турок.
Лига дважды расширялась в 60-х годах XVII века. Она официально прекратила своё существование в августе 1667 года, но усилия французской дипломатии привели к тому, что союз основных членов лиги действовал до 1688 года.
В 1806 году под давлением Наполеона I был заключён Рейнский союз, союз немецких князей, схожий по составу и целям с Рейнской лигой, также носивший антигабсбургскую направленность.